# Ashkharhatsuyts
L'ouvrage Ashkharhatsuyts (souvent traduit par Géographie) est une géographie arménienne du début du Moyen Âge attribuée à Anania de Shirak (Anania Shirakatsi). L'Ashkharhatsuyts a survécu à travers deux recensions, une longue et une courte. Selon le consensus scientifique, la longue recension est l’originale.
Selon Elizabeth Redgate, la Géographie d'Anania Shirakatsi a été écrite « probablement peu avant 636 après J.-C. ». Sa paternité a été contestée dans la période moderne ; l'on pensait autrefois qu'elle était l'œuvre de Movses Khorenatsi, mais la plupart des érudits l'attribuent désormais à Anania Shirakatsi,,,,. Robert Hewsen la qualifie de « l'une des œuvres les plus précieuses qui nous soient parvenues de l'Antiquité arménienne ».
La géographie arménienne — comme on l'appelle aussi — a été particulièrement importante pour la recherche sur l'histoire et la géographie de la Grande Arménie, du Caucase (Géorgie et Albanie caucasienne) et de l'Empire sassanide, qui y sont tous décrits en détail,, tels qu'ils étaient avant les invasions et conquêtes arabes. Les informations sur l'Arménie contenues dans la Géographie sont uniques et ne se trouvent dans aucune autre source historique, car il s'agit du seul ouvrage géographique arménien connu écrit avant le XIIIe siècle.
Pour la description de l'Europe, de l'Afrique du Nord et de l'Asie (tout le monde connu depuis l'Espagne jusqu'à la Chine) ; il utilise largement des sources grecques, à savoir la géographie aujourd'hui perdue de Pappus d'Alexandrie (IVe siècle), qui elle-même est basée sur sur la Géographie de Ptolémée (IIe siècle),,. Selon Hewsen, il s'agit du « dernier ouvrage basé sur des connaissances géographiques anciennes écrit avant la Renaissance ».
Un autre ouvrage géographique d'Anania Shirakatsi, l’Itinéraire, faisait peut-être initialement partie de l’Ashkharhatsuyts. Il présente six itinéraires depuis Dvin, la capitale de l'Arménie à cette époque, vers les principales cités du pays, avec des distances en miles (młon), faisant référence au mille arabe de 1 917 mètres.